# 천주정
《천주정》(중국어: 天注定, 병음: Tian zhu ding)은 2013년 공개된 중국의 영화이다.

## 출연

### 주연
- 강무
- 자오 타오

### 조연
- 왕바오창
- 나람산

## 기타
- 시각효과: 패트릭 자비스